# Vela Nigrin
Vela Nigrin (pravo ime in priimek Avgusta Nigrin), slovenska gledališka igralka, * 14. november 1862, Ljubljana, † 31. december 1908, Beograd.

## Življenje in delo
Oče Avgust je bil železniški uradnik, njegove hčere Marija, Gizela, Matilda in Avgusta (Vela) so bile vse čitalniške igralke, oziroma pevke. Vela je prvič nastopila na odru Dramatičnega društva 19. aprila 1876 kot Lady Clarens v igri Lowoodska sirota in pokazala odličen talent, zato jo je Davorin Jenko takratni ravnatelj srbskega gledališča 1882 pridobil za Narodno pozorište v Beogradu. Kmalu je postala ena prvih umetnic tega gledališča in odprle so se ji možnosti za najzahtevnejše vloge.
Veliko je gostovala v Pragi, Sofiji, Zagrebu; občasno je gostovala tudi v Ljubljani, kjer so jo sprejeli s hvaležnimi priznanji, hkrati pa s kritičnimi zadržki.